# Passad (bok)
Passad är en diktsamling av Harry Martinson, utgiven 1945. Med passadvinden som symbol för det goda och humanistiska består den av filosofiska tanke- och naturdikter av olika slag. Martinson var starkt influerad av österländsk filosofi, vilket bland annat märks i den stora sviten Li Kan talar under trädet.

## Mottagande
""Passad" är Harry Martinsons rikaste och mognaste diktsamling, kanske hans största bok överhuvud" skrev Olof Lagercrantz i Bonniers litterära magasin 1945.